# Dachowskaja
Dachowskaja (russisch Даховская) ist ein Dorf (staniza) in Südrussland. Es gehört zur Republik Adygeja und hat 1355 Einwohner (Stand 2019). Im Ort gibt es 41 Straßen. Das Dorf wurde 1862 gegründet.

## Geographie
Das Dorf liegt am rechten Ufer des Flusses Belaja, 36 Straßenkilometer südlich von Tulski (dem Verwaltungszentrum des Bezirks). Ust-Sachrai ist der nächstgelegene ländliche Ort.